# Manuel de Burgos y Mazo
Manuel de Burgos y Mazo (Moguer, 12 de enero de 1862-Moguer, 22 de marzo de 1946) fue un político, escritor, terrateniente y abogado español, varias veces ministro durante el reinado de Alfonso XIII y también varias veces diputado a Cortes por su provincia de Huelva natal y senador vitalicio.
Preboste del Partido Conservador en la provincia onubense, a caballo entre los siglos XIX y XX, Manuel de Burgos ha sido descrito como la «encarnación del modelo icónico del cacique terrateniente». Llegó a tejer una amplia red caciquil de contactos e influencias que abarcaba desde notables, funcionarios y políticos provinciales hasta empresas extranjeras como la Rio Tinto Company Limited. Durante la segunda mitad de la década de 1910 desempeñó en varias ocasiones las carteras ministeriales de Gracia y Justicia o Gobernación, constituyendo el momento culmen de su carrera política.

## Biografía

### Juventud y formación
Nació en la localidad onubense de Moguer en 1862. Su padre, alcalde de Moguer, era uno de los propietarios agrícolas más notables de la localidad. Su tío materno fue el político y diplomático Cipriano del Mazo. Cursó estudios en la escuela primaria de Moguer, posteriormente fue internado en un colegio de jesuitas de Sevilla, donde estudió el bachillerato, y luego cursó la licenciatura y el doctorado en Derecho en la Universidad de Sevilla, trasladándose posteriormente a Madrid donde se doctoró. Se casó primero Mercedes Jiménez Sáenz en 1887 y, tras enviudar de esta, con Carmen Domínguez Santamaría en 1890. De este segundo matrimonio fue de donde obtuvo buena parte de sus propiedades agrícolas.

### Carrera política
Burgos y Mazo inició su actividad política cuando estudiaba Derecho en Sevilla, en las filas del Partido Tradicionalista. Fruto de este primer compromiso con la política es su libro La cuestión tradicionalista (1882), en el que plasmó su rechazo al liberalismo, la condena a los tradicionalistas desleales, el fortalecimiento del carlismo y la crítica firme hacia Cánovas del Castillo, al que considera uno de los hombres más funestos de la política nacional. Defendió estas tesis políticas en periódicos sevillanos y madrileños como El Papelito y Diario de Sevilla y, sobre todo, en El Siglo Futuro, diario del que fue colaborador durante la década de 1880 y del que llegó a ser redactor jefe, participando decididamente en su lucha ideológica contra la prensa pidaliana o partidaria del entendimiento con los católicos liberales, representada por La Union, El Fénix y La Fé. En 1888 se adheriría al integrismo.
Su primer puesto político fue el de diputado provincial por el distrito electoral de La Palma en 1890. En calidad de tal, formó parte de la Diputación Provincial de Huelva durante los años 1890 y 1893, ocupando provisionalmente su presidencia durante algunos meses. Su arraigo político en la provincia queda definitivamente consolidado en 1892, momento en el que Cánovas del Castillo encomienda a Burgos y Mazo la reorganización del Partido Conservador de Huelva y fue el líder del mismo a nivel provincial. A lo largo de 1893 funda dos periódicos, El Liberal Conservador y El Defensor, y desarrolla una ingente labor que posibilita la reconstrucción de un partido hegemónico en la provincia, sólidamente constituido y organizado. Fue diputado por dicha circunscripción electoral en las sucesivas elecciones celebradas entre 1893 y 1910, pasando en 1914 al Senado como senador vitalicio.
Entre 1897 y 1919 es nombrado director general de Gracia y Justicia (1897), director general de Penales (1899), subsecretario de Gracia y Justicia (1901), director general de Obras Públicas (1903), vicepresidente del Congreso, aunque no llega a tomar posesión (1904), ministro de Gracia y Justicia (1915) en dos ocasiones: entre el 4 de enero y el 9 de diciembre de 1915, y entre el 11 de junio y el 3 de noviembre de 1917, con un complicado papel en la huelga general en España de 1917, en sendos gobiernos presididos por Eduardo Dato. Luego fue ministro de Gobernación, entre el 20 de julio y el 12 de diciembre de 1919, en esta ocasión en un gabinete presidido por Sánchez Toca. El 13 de noviembre promovió un intento parlamentario para reconocer el sufragio femenino, con un proyecto de ley que habría extendido el derecho al voto a todos los españoles de ambos sexos, aunque a las mujeres no se les permitiría ser elegidas, que fue rechazado por el parlamento.
Burgos y Mazo fue un importante intermediario de la Rio Tinto Company Limited (RTC), empresa de capital británico que operaba en la cuenca minera de Riotinto-Nerva. Se da la circunstancia, no obstante, de que en sus orígenes el político moguereño se había caracterizado por su oposición a las intromisiones de la compañía. La historiadora María Peña Guerrero ha señalado que para 1908 ya existía un sólido triángulo de intereses formado por Walter J. Browning ―director general de la RTC―, José Valero Hervás ―lobista de la compañía en Madrid― y el propio Manuel de Burgos. La implicación de este último con la RTC fue tal que en febrero de 1911 organizó una manifestación en Huelva capital contra la prevista construcción del llamado ferrocarril de Peña del Hierro. Este trazado se había concebido como una ruta alternativa de la pirita extraída en la mina de Peña del Hierro, cuyo tráfico hasta entonces había monopolizado la compañía de Rio Tinto a través de su propia red ferroviaria.

### Última etapa
Durante la dictadura de Primo de Rivera pasa a la sombra de la dictadura pero ejerce una dura oposición que se prolonga hasta la llegada de la República. En septiembre de 1930 funda el Partido de Centro Constitucional en la provincia de Huelva, una agrupación que pretende aglutinar en su seno a constitucionalistas, liberales y republicanos con objeto de intentar reconducir la situación política del país. Proclamada la Segunda República en 1931, intenta mantener una influencia política que cada vez se encuentra más debilitada. Después de las municipales de abril de 1931, él y sus seguidores quedan enrolados en las filas del Partido Republicano Radical, dirigido por Alejandro Lerroux.
Sus sucesivos fracasos electorales en las filas del republicanismo federal lo empujan a convertirse en un acérrimo contestatario de la política nacional, especialmente de la conjunción liderada por Manuel Azaña. En el verano de 1932 participa en la sublevación de Sanjurjo, aunque no es castigado por el régimen. Pese a que intenta recuperar su antiguo protagonismo político, su paso por la política republicana no tiene éxito. Burgos pierde buena parte de su crédito político entre los partidos de izquierdas, de centro e incluso de derechas. A partir de entonces queda recluido en su pueblo natal, Moguer, donde escribe unas memorias que intentan justificar su vida y sus actuaciones públicas. Llegó a brindar su apoyo al diputado Dionisio Cano López, figura notable entre las fuerzas conservadoras de Huelva, si bien la relación entre ambos se terminaría rompiendo.

## Vida privada
Tuvo una participación destacada como uno de los promotores y organizadores de los actos del Cuarto centenario del descubrimiento de América. En 1892 llegaron a Huelva personalidades importantes con motivo de las celebraciones, entre ellas la reina y Cánovas del Castillo. La visita de la reina María Cristina tuvo lugar en el mes de septiembre, estando presidida la recepción por Burgos, el cual también presidió el banquete que tuvo lugar en el Hotel Colón, donde según la prensa de la época pronunció un discurso brillante.
Durante su periodo en el Ministerio de Gracia y Justicia intercedió ante el rey para que este aceptara la presidencia honoraria del entonces Club Recreativo de Huelva, así como para que le otorgara el título de Real. Tras la aceptación de Alfonso XIII el club pasó a denominarse Real Club Recreativo de Huelva, nombre que mantiene en la actualidad.
Fue nombrado miembro de la Real Academia de Ciencias Morales y Políticas, en 1918, y también fue reconocido honoríficamente con la Gran Cruz de Isabel la Católica.

## Obras
Junto a su actividad pública desarrolla una intensa vida intelectual que queda reflejada en la publicación de diversas obras. Entre ellas cobran una especial relevancia El ciclo de las sociedades políticas. Formación, conservación y disolución (1918), La dictadura y los constitucionalistas (1934), Al servicio de la doctrina constitucional (1930) o De la República a... (1931). No faltan en su repertorio bibliográfico las obras de corte histórico como Páginas históricas de 1917 o ¿Quién es España? (1940) y alguna en la que justifica su actuación política durante los años de la Restauración como El verano de 1919 en Gobernación (1920-1921). Su obra escrita más destacada fue El problema social y la democracia cristiana (1914), voluminoso estudio que ocupó buena parte de su vida como escritor político.
Escribió las siguientes obras:
- La cuestión tradicionalista (1882) Imp. de los Sres. A. Izquierdo y Sob, Sevilla
- La enseñanza del doctorado en Derecho Civil y Canónico
- Mártires de ogaño -novela- (1888) Edit. Maroto y hermano, Impresores, Madrid.
- Escritos varios
- Dramas (1907, 4 tomos): La Arrepentida - Pecado de pensamiento - La calumnia - Martín Alonso Pinzón - Romper el hielo - Teodosio de Goñi - El Recuerdo de Agar - El otro yo - El cierzo - Melusina - Intelectuales - Atavismo - La indiscreta enamorada.
- La socialización del derecho (1915) Imprenta de Alrededor del Mundo. Madrid.
- Influencia del alma colectiva en el derecho y en las instituciones jurídicas (1917) Imprenta de Alrededor del Mundo. Madrid.
- El ciclo de las sociedades políticas: formación, conservación y disolución (1918). Imprenta de Alrededor del Mundo. Madrid.
- Vida política española. Páginas históricas de 1917 (1918) Casa Editorial de M. Núñez Samper, Madrid.
- El verano de 1919 en Gobernación (1919, 2 tomos). Imp. de E. Pinos, Cuenca.
- Algunos efectos de la evolución moderna de la estática social en España (1930) Edit. Reus., Madrid.
- Las responsabilidades.
- Al servicio de la doctrina constitucional (1930) Edit. Javier Morata. Madrid.
- ¿De la República a...? (1931) Edit. Javier Morata. Madrid.
- La dictadura y los constitucionalistas (1930-1935, 4 tomos). Edit. Javier Morata. Madrid.
- El Ángel y la Tarasca (Auto sacramental).
- El problema social y la democracia cristiana (1917-1929, 6 tomos publicados). Luis Gili, librero-editor, M. Galve, impresor. Barcelona.
- ¿Quién es España? (1940) Edit. La Gavidia. Sevilla.
- Antología histórica (1944). Edit. América. Valencia.

Además escribió Páginas para un libro póstumo, sin publicar, que se conservan en el Archivo Histórico Municipal de Moguer por donación de la familia, sumando un total de 14 tomos más.